# Constantin Tampiza
Constantin Tampiza (n. 21 decembrie 1947, raionul Cantemir, Republica Moldova) este un fost om de stat moldovean, ultimul (25 iulie 1990 – 27 august 1991) ministru al economiei RSS Moldovenești și cel dintâi (27 august 1991 – 1 iulie 1992) al Republicii Moldova. 
A deținut de asemenea posturile de vicepreședinte al Comitetului executiv al Chișinăului (1981 – 1987), șef de departament al Comitetului central al Partidului Comunist al RSS Moldovenești (1988 – 1990), Viceprim-ministru al RSS Moldova (1990 – 1991), Viceprim-ministru al Republicii Moldova (1991 – 1992) și ministru al finanțelor al R. Moldova (1991 – 1992), ultimul, în cumul cu postul de ministru al economiei.
După pensionare, a lucrat în reprezentanța Neftegazgroup și condus o companie de asigurări. În anii 1998-2000 a condus compania Trimol. Din 2001 a fost Director executiv al Energo-Trade LLC, ulterior, director-adjunct al companiei „Lukoil-România”. Din 2005 a fost Director general al Lukoil-România. În anii 2009-2012 a fost reprezentantul președintelui „Lukoil” în România.